# Giovanni Dondi
Giovanni Dondi (ou de Dondi), aussi appelé en Italie Giovanni Dondi dell'Orologio, né vers 1330 à Chioggia et mort le 19 octobre 1388 à Abbiategrasso est un médecin, astronome, philosophe, poète, horloger et universitaire italien du XIVe siècle qui enseigne à l'université de Padoue, et dont le plus grand accomplissement fut la création de l’Astrarium. La conception de celui-ci fut conservée dans son ouvrage, le Tractatus Astrarii.
Il est, avec son père Jacopo, l'un des pionniers de l'horlogerie. Il met au point après 16 ans de recherches une horloge astronomique et planétaire très élaborée, l'Astrarium, seulement 60 ans après l'apparition des premières horloges européennes. Pour cela, il modélise le système solaire avec une grande précision mathématique en utilisant le modèle planétaire de Campanus de Novare, qui a été écrit en 1260.

## Biographie

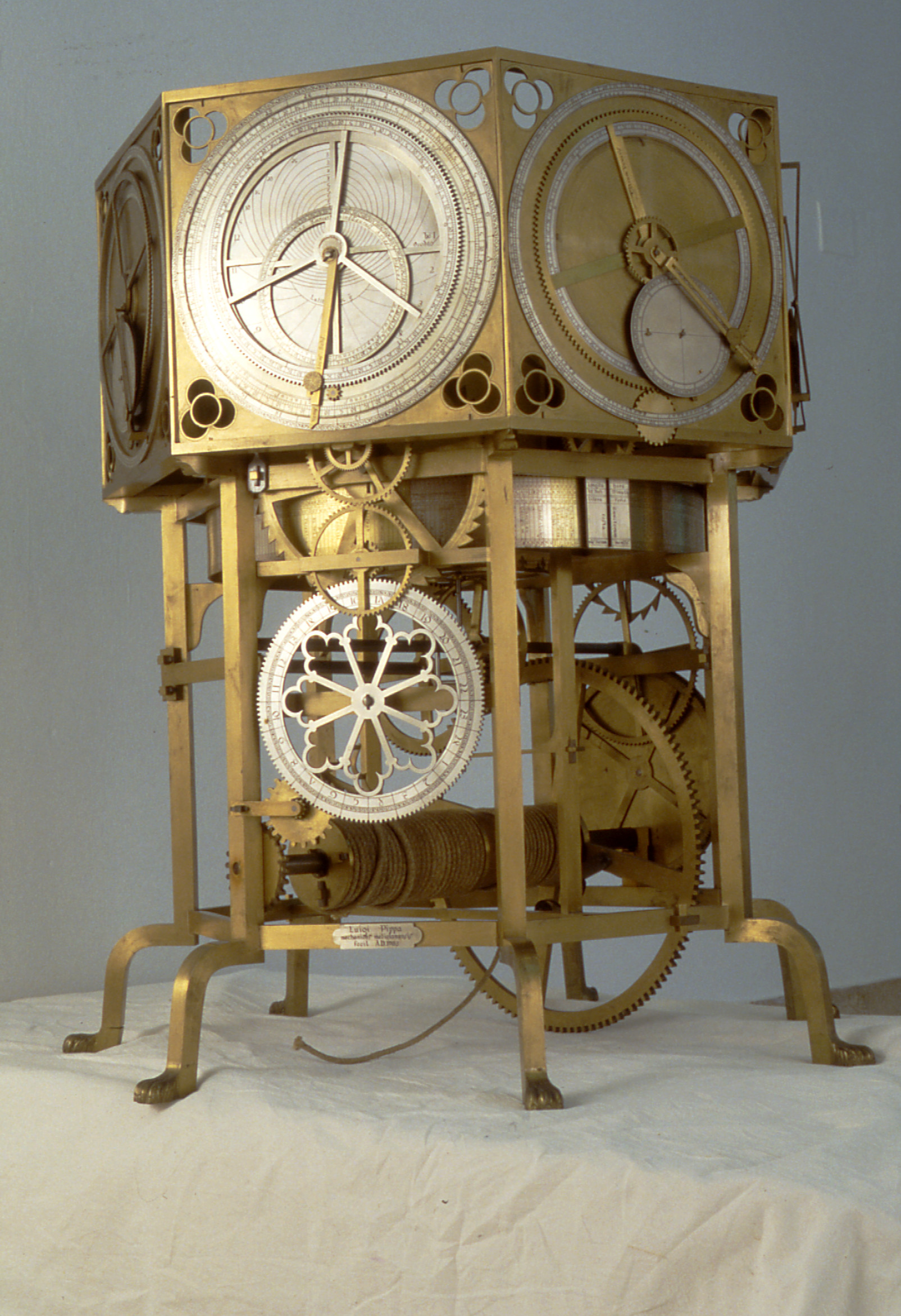
Reconstruction de l'astrarium par Giovanni Dondi dell'Orologio, Museo nazionale della scienza e della tecnologia Leonardo da Vinci, Milan.

Giovanni Dondi est né vers 1330, probablement à Chioggia, et y vécut jusqu’à ce que sa famille déménage à Padoue vers 1342. 

### Études universitaires
Son père, Jacopo Dondi, est son premier enseignant en médecine.C’est par son école locale qu’il commence ses études. Le 12 août 1354, il fut diplômé en médecine. C’est durant cette année qu’il commence à enseigner la médecine au Studio de Padoue. Il va également enseigner l’astrologie et la logique. Tout comme son père, il partagea un grand intérêt de recherche combinée pour la médecine et l’astrologie. Son enseignement à Padoue semble se terminer en 1361, car c’est la dernière année que l’on en trouve un témoignage. Ce sont des événements politiques qui le force à quitter. Entre 1362 et 1367, Giovanni enseigne au nouvel atelier de Pavie. En 1365, il commence les calculs préalables à la réalisation de son Astrarium. Il y décrit en détail son projet. La fabrication de l'horloge planétaire lui prendra 16 années de construction, se terminant en 1380 : la douzaine de manuscrits conservés qui nous transmettent son travail sont suffisamment précis pour pouvoir reconstruire des exemplaires de son horloge. Il a fait plusieurs allers-retours entre Pavie et Padoue jusqu’à 1366 où il s’installe à Padoue et il y enseigne de 1366 à 1367 et 1368 à 1379.

### Fin de vie et mort
En 1379, Giovanni Dondi s’installe à Pavie et finira sa vie comme enseignant à l'université de Pavie. Jusqu’à sa mort, il est rémunéré comme « médecin de la cour et astrologue ». Il meurt le 19 octobre 1388 à Abbiategrasso. Jusqu’à ce que A. Belloni le réfute, l'historiographie partageait qu’il serait plutôt mort à Gêne en février 1389. Après sa mort, il est enterré à Milan, mais le corps est ensuite déplacé à Padoue, dans le tombeau familial, aux côtés de son père. La date proposée pour ce transfert serait d’autour du 27 septembre 1390, la date de l’épitaphe. L’inventaire de ses biens est fait par sa veuve le 22 juin 1389 et il présente la grande richesse de Dondi.

### Vie personnelle
Giovanni fut marié deux fois au cours de sa vie. Il épousa d’abord Giovanna di Reprandino Dalle Calze et eut cinq enfants, trois filles et deux garçons. À la suite de la mort de sa femme, il se remaria à Caterina di Gerardo da Tergola en juillet 1379, avec qui il eut quatre autres enfants.

### Les liens de la famille Dondi aux villes de Padoue et Chioggia
Les origines de la famille Dondi restent encore mystérieuses. Celle-ci aurait émigré au XIIe siècle de Crémone vers Chioggia, avant que le père de Giovanni dirige la famille vers Padoue.
Malgré sa naissance à Chioggia, le lien personnel et familial à Padoua reste le plus fort. D’abord, il s’associe dans toutes ses œuvres, à Padoue, la ville préférée de son père. Giovanni va aussi occuper un rôle diplomatique pour la ville de Padoue. En 1371, il devient ambassadeur à Venise, à la suite du conflit entre Padoue et Venise, mais il doit quitter Padoue dès 1372, car les tensions s'enveniment et il ne réussit pas à résoudre la situation. Alors qu’il vit à Pavie, son lien avec Padoue est si fort qu’il reste en contact avec ses collègues de l’Atelier de Padoue et promeuve à distance son enseignement de la médecine. Si Giovanni est né à Chioggia, son lieu de résidence finale est à Padoua, dans la tombe familiale. Il faut noter, cependant, que son épitaphe offre une reconnaissance à la ville de Chioggia, comme le lieu qui a amené sa naissance.

## Carrière professionnelle
Reconnu pour son horloge astronomique, Giovanni Dondi fut formé comme médecin et partagea un intérêt prononcé pour les arts.

### La médecine
Giovanni Dondi étudia et enseigna la médecine, et y consacra une grande partie de sa vie, en plus de la pratiquer. Lors de sa carrière d’enseignement, il a fait beaucoup de discours de graduation, mais la collection de ceux-ci est aujourd’hui perdue. Son étude de la médecine, comme les autres grands médecins de son temps, s’est fait en combinaison de l’astronomie et des sciences naturelles. Même s’il suivait un modèle de la médecine populaire et nourrissait des amitiés avec d’autres médecins comme Guido da Bagnolo da Reggio Emilia, il entrait tout de même parfois en conflit avec les médecins contemporains en raison de divergences de points de vue, comme le témoigne sa dispute à Venise avec le Collège des médecins en 1363.

### L'horloge astronomique
La grande œuvre qui a suscité un énorme intérêt lors de sa création, l’Astrarium de Giovanni fut construit au château de Pavie et a vu de nombreuses visites la présentant comme « la huitième merveille du monde ». L’Astrarium original de Dondi n’a pas survécu au temps. Il fut le cas de nombreuses réparations jusqu’à ce qu’il disparaisse complètement des sources. Heureusement, l’ouvrage de Giovanni, le Tractatus Astrarii, qui présente les instructions de la création de l’horloge, subsiste toujours à travers de douze manuscrits. Il existe trois versions et chacune d’entre elles comporte des illustrations. La version A provient de Giovanni lui-même, tandis que la version B et C semblent être des copies d’admirateurs ou d'enthousiastes de son projet. La datation de ces deux versions reste sans réponse, comme l’identité de leurs auteurs. C’est grâce à ces manuscrits que des reproductions ont pu être construites, comme celle qui se trouve au musée des sciences à Milan. Aujourd'hui, une version en française a été traduite et éditée par Emmanuel Poulle et il existe une version en anglais, The Planetarium of Giovanni de Dondi citizen of Padua, composée par G.H. Baillie et H. Allan Lloyd.
Plusieurs spécialistes, dont l’historien Bert S. Hall, soutiennent que les instructions de Giovanni sont vagues et portent à confusion si elles n’ont pas d'imageries pour guider le lecteur à travers les étapes de construction. Bert S. Hall ajoute que sans les illustrations, l’Astrarium serait autant inutile que l’ouvrage de l’abbé Richard de Wallingford, malgré le fait que ce dernier se concentre sur la valeur des mots plutôt que des images.
L’historien français Emmanuel Poulle a renouvelé les travaux sur Giovanni Dondi et l’Astrarium. Selon lui, les chercheurs qui ont tenté de reconstruire l’horloge astronomique ont porté trop d’importance aux dessins sans prêter attention aux instructions de son créateur. E. Poulle a construit, en partenariat avec l’Observatoire de Paris, une reconstruction en suivant la version A de l’ouvrage de Giovanni. Cette reconstruction l’a mené à la conclusion suivante sur l’horloge astronomique de Giovanni : Elle a continuellement eu des problèmes de fonctionnement à cause d’un manque technologique et non d’une faiblesse dans la théorie : « L'Astrarium de Dondi me paraît une illustration exemplaire de l'écart entre la création scientifique et les réalités technologiques qui en limitent la portée ». Poulle souligne que cette conclusion permet de mieux comprendre le « génie inventif de Dondi » qui a pu amener une telle innovation.
L’Astrarium est, jusqu’à aujourd’hui, « un des plus grands accomplissements de la combinaison de la science et de la technologie », étant la première horloge planétaire.

### Intérêts artistiques
Giovanni de Dondi ne se limita pas à son intérêt pour la science. L’inventaire de ses biens fait après sa mort témoigne de ses intérêts très diversifiés. Parmi ses biens se trouvent une œuvre de Pétrarque, des œuvres de Pline et de Vitruve, des œuvres sur l’astronomie, son propre traité sur la médecine, et même un livre en français. Il fut également un poète. Ses rimes ont été mis dans une collection par A. Médine.

## Influences professionnelles

### influences humanistes
Giovanni fut un grand ami de l’humaniste Pétrarque. C’est à cause de cette amitié qu’il fut le plus étudié. Leur relation était autant au niveau intellectuel qu'au niveau personnel. On peut voir dans sa correspondance que Pétrarque lui partage ses maux qui lui font souffrir et l’empêche de bouger.  L’humaniste n’est toutefois pas en accord avec Giovanni au niveau de la médecine. Leur correspondance témoigne de ce désaccord par le fait que Pétrarque y sépare la figure de Giovanni en deux : une partie qui est son ami et avec qui il est en plein accord, et l’autre, le médecin, avec qui il ne peut l’être. Il est placé comme dernier dans le testament de Pétrarque, celui-ci cherchant à souligner le respect qu’il porte pour lui, en spécifiant qu’il a gardé comme dernier celui qui mérite d’être le premier. Il lui lègue le même montant qu’à Giovanni Boccacio, soit de 50 ducats, mais la différence est dans le fait que Dondi est riche. Pétrarque veut que Dondi s’achète avec cet argent une bague pour se souvenir de lui. C’est dans une des variations du testament que se trouve une remarque faite par Pétrarque sur la typologie de l’œuvre de Giovanni Dondi. Celui-ci insiste que le bon terme serait planetarium et que seulement les ignorants la verraient comme une simple horloge.
La correspondance entre Giovanni Dondi et Pétrarque laisse percevoir l’impact que ce dernier a pu avoir sur le médecin italien. Il y partage qu’il utilise les lettres de Pétrarque comme modèle. On peut aussi voir une influence générale des idées humanistes dans une autre lettre où il est insatisfait de la période dans laquelle il vit et il partage l’idée d’une supériorité antique sur son époque. Dondi partage également que cette supériorité antique n'enlève pas les erreurs des Anciens face à la religion.

### influences intellectuelles
Il est important de souligner, comme l'a fait l'historien Guy Beaujouan, que l’œuvre de Giovanni n’est pas une innovation inusitée du XIVe siècle, mais s’inscrit en fait dans la tendance de la médecine universitaire padouane de relier la médecine à l’astronomie et l’astrologie. En effet, comme mentionné plus haut, Giovanni Dondi se base sur une théorie planétaire développée en 1260 par Campanus de Novare, soit plus d’un siècle avant l’achèvement de son horloge. Ceci est confirmé par Giovanni lui-même, qui le dit explicitement. Cette théorie était en effet bien diffusée parce qu’elle a été intégrée dans les manuels d’enseignement pendant plus de deux siècles. Dondi y combine la mécanique des horloges à poids, qui, selon G. Beaujouan, semble proche d’apparaître dès 1271 par les propos faits par Robertus Anglicus. Les historiens pensent que Giovanni se serait peut-être basé sur le travail de l’abbé bénédictin Richard de Wallingford, car il faisait aussi partie du cercle d’amis de Pétrarque. Celui-ci a écrit un ouvrage, le Tractatus Horologii Astronomici, qui décrivait une horloge astronomique, qui aurait été construite vers 1330. C’est la seule horloge astronomique qui précède celle de Dondi.

### Influences de son père
La carrière de Giovanni suit de très proche celle de son père, tant dans la médecine que l’horlogerie.
Jacopo Dondi, son père, était le médecin local à Chioggia et c’est par son enseignement initial qu’il commence sa lancée dans la médecine. Giovanni va plusieurs fois utilisé le travail de son père comme pour ses propres études. Ainsi, c’est en travaillant sur les études de son père qu’il renouvelle le travail sur les eaux thermales, qu’il applique ensuite dans ses prescriptions à ses patients. On retrouve également dans l’inventaire de ses biens après sa mort plusieurs œuvres médicales dont celle de son père, nommée l’Aggregator.
La famille de Dondi tait reconnue pour ses horloges, leur valant le nom dell'Orologio, non pas par le travail de Giovanni, mais premièrement par celui de son père qui a construit une des premières horloges à poids. Au milieu du XIVe siècle, Jacopo construit à Padoue une horloge astronomique. Comme l’explique E. Poulle, l’horlogerie est une « tradition technique familiale » que Giovanni pousse plus loin en y intégrant la théorie de Campanus de Novare. Son œuvre reste unique, combinant « la tradition de l’équatorial avec la nouveauté des horloges mécaniques à échappement ».

## Versions éditées et traduites duTractatus Astrarii
- (fr) OROLOGIO, Giovanni Dondi Dall’, Tractatus astrarii, trad. par Emmanuel Poulle, Genève, Librairie Droz, 2003, 478p.
- (en) Baillie G. H., Lloyd H. A. and Ward F. A. B., "The Planetarium of Giovanni de Dondi citizen of Padua", 1974, London, The Antiquarian Horological Society, 156p.

### Filmographie
- L'Astrarium de Giovanni Dondi, histoire d'une horloge planétaire du Moyen Âge, documentaire d'Yves Terrenoire